# Den gyllene staden

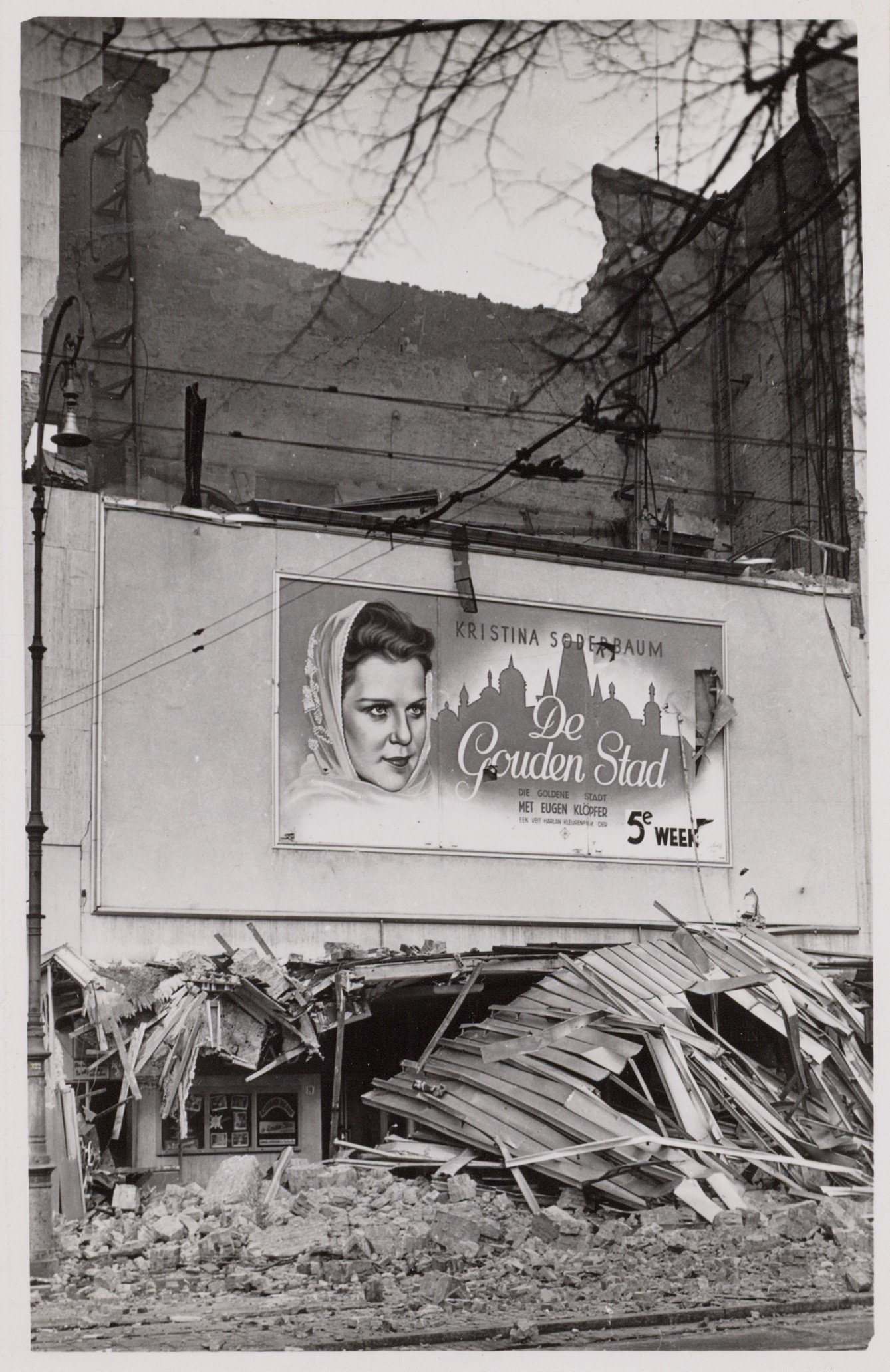
Reklam för filmen i ett sönderbombat Amsterdam.

Den gyllene staden är en tysk dramafilm i bondemiljö från 1942 i regi av Veit Harlan. Manus skrevs av Harlan tillsammans med Alfred Braun efter teaterpjäsen Der Gigant av Richard Billinger. I huvudrollen ses Kristina Söderbaum. Filmen fotograferades i agfacolor av Bruno Mondi, den var den andra tyska långfilmen i färg. Den stad som åsyftas i titeln är Prag. Filmens handling är starkt färgad av den nationalsocialistika ideologin, kring tankegodset "Blut und Boden".
Filmen hade svensk premiär i mars 1943 på biografen Spegeln.

## Rollista
- Kristina Söderbaum - Anna "Anuschka" Jobst
- Paul Klinger - Christian Leidwein
- Kurt Meisel - Toni Opferkuch
- Annie Rosar - mor Opferkuch
- Rudolf Prack - Thomas
- Eugen Klöpfer - Melchoir Jobst
- Lieselotte Purrucker - Maruschka
- Dagny Servaes - frau Tandler
- Hans Hermann Schaufuß - ingenjör Nemerek
- Ernst Legal - Pelikan, bonde
- Frida Richard - frau Amend